# Верхній Лужок

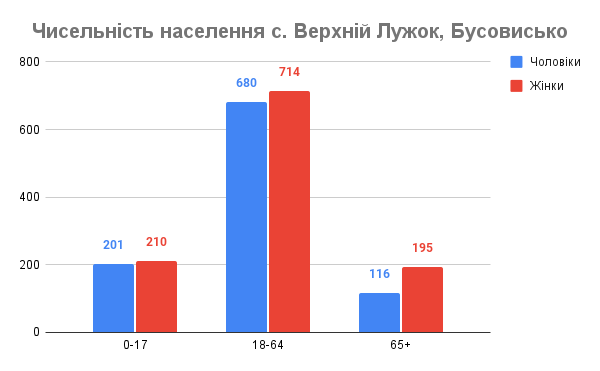
Чисельність населення с. Верхній Лужок, Бусовисько, 2021

Ве́рхній Лужо́к (колишня назва — Лужок Горішній) — село Самбірського району Львівської області (у Карпатах, на березі річки Дністер). Населення становить 1167 осіб (станом на 2021 р.). Належить до Стрілківської територіальної громади.
Поштове відділення: Верхній Лужок.

## Географія
У селі у річку Дністер впадає річка Підбуж та струмок Кільчин, а на північно-західній околиці — гірський потік Головня.

## Історія
Перша збережена письмова згадка про село датується 1495 роком.
УРЕ згадує про страйк 1932 року, який відбувся на лісорозробках з метою підвищення заробітної плати і був придушений.
У першій половині 1920-х років тут виник осередок КПЗУ.
У радянський час Верхньолужецькій сільраді було підпорядковане с. Бусовисько. Обидва села входили до радгоспу «Дністрянський». "Значна частина жителів Лужка Верхнього працює у Бусовиському відділенні радгоспу". Комсомольська організація була створена у 1947 р. Наразі відсутня інформація про методи, якими була вона створена.
Станом на 1968 рік в селі були 8-річна школа, бібліотека, клуб. Згідно УРЕ, "за повоєнні роки побудовано 165 нових житлових будинків, що становить 50 % села".

## Населення
У 1968 році в селі проживало 1332 чоловіки.

### Мова
Розподіл населення за рідною мовою за даними перепису 2001 року:
| Мова       | Кількість | Відсоток |
| ---------- | --------- | -------- |
| українська | 1215      | 99,92%   |
| російська  | 1         | 0,08%    |
| Усього     | 1216      | 100%     |

## Відомі люди

### Уродженці
- Липа Ганна-Оксана Ярославівна (нар. 1958) — українська художниця декоративно-ужиткового мистецтва.